# Polecký vrch
Polecký vrch är en kulle i Tjeckien.   Den ligger i regionen Södra Böhmen, i den sydvästra delen av landet, 140 km söder om huvudstaden Prag. Toppen på Polecký vrch är 1 121 meter över havet. Polecký vrch ingår i Šumava.
Terrängen runt Polecký vrch är huvudsakligen lite kuperad.Runt Polecký vrch är det ganska glesbefolkat, med 22 invånare per kvadratkilometer. Närmaste större samhälle är Vimperk, 14,3 km nordost om Polecký vrch. I omgivningarna runt Polecký vrch växer i huvudsak blandskog.